# Appenzeller Bahnen (1988-2006)

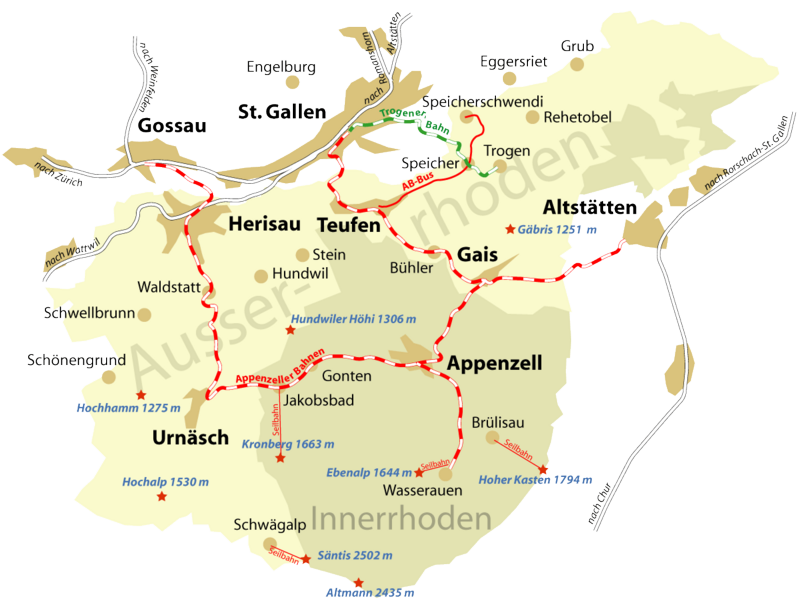
trajecten van de AB en de TB

De Appenzeller Bahnen (afgekort AB) is een voormalige Zwitserse particuliere spoorwegonderneming die tussen 1988 tot 2006 opereerde. Het hoofdkantoor was gevestigd in Herisau. De AB reed treinen in de kantons Appenzell Innerrhoden,  Appenzell Ausserrhoden alsmede St. Gallen.
De Appenzeller Bahnen (AB) ontstonden op 1 januari 1988 door een fusie van de Appenzeller Bahn (AB) met de Elektrische Bahn St. Gallen–Gais–Appenzell (SGA). 

## Elektrische tractie
De trajecten werd geëlektrificeerd met een spanning van 1500 volt gelijkstroom.

## Fusie 2006
Tijdens de algemene vergadering in 2006 werd besloten met terugwerkende kracht van per 1 januari 2006 tot een fusie van de Appenzeller Bahnen met de Rorschach-Heiden-Bergbahn (RHB), met de Bergbahn Rheineck-Walzenhausen (RhW) en met de Trogenerbahn (TB) tot de nieuwe Appenzeller Bahnen (AB). 
Juridisch gezien zijn alle bedrijven overgenomen door de AB. De tegenwoordige AB is volgens het Handelsregistereintrag op 26 juli 1886 opgericht.